# Joseph Rye
Joseph Rye (* 20. Jahrhundert in England) ist ein britischer Schauspieler in Film und Fernsehen.

## Leben
Joseph Rye absolvierte eine Schauspielausbildung an der Mountview Academy of Theatre Arts in London.
Er trat als Theaterschauspieler in zahlreichen Theaterinszenierungen an verschiedenen britischen und amerikanischen Bühnen auf. Seine Theaterkarriere begann Ende der 1980er Jahre in kleineren Rollen in den Musicals Forever Eve (1989 am Shaw Theatre, London) und Viva Espana (1990 am White Bear Theatre, London). 1991 spielte er bei der Traffic of the Stage Theatre Company, einem britischen Tourneetheater. 1997 spielte er am Lilian Way Theatre in Los Angeles den Wilson in Joe Ortons Theaterstück The Ruffian on the Stair. 1999 trat er erneut am White Bear Theatre auf, diesmal als Sean in dem Stück Myopia. Am Stafford Gatehouse Theatre in Stafford folgte 2003 die Rolle des Macduff in Macbeth. Am Lyric Theatre in London spielte er 2005 die kleineren Rollen Bernard, Stanley und Howard in Arthur Millers Schauspiel Tod eines Handlungsreisenden. Am Finborough Theatre in London übernahm er im Februar/März 2006 die Rolle des Thomas Wyvern in dem historischen Theaterstück Blackwater Angel von Jim Nolan. Am Theater A Noise Within in Los Angeles spielte er 2007 den bisexuellen Bestattungsunternehmer Dennis in Beute von Joe Orton. 2008 spielte er erneut in Tod eines Handlungsreisenden, diesmal die Hauptrolle des Biff Loman am York Theatre Royal in York, wofür er mehrfach gute Kritiken erhielt.
Am Maidment Theatre der Universität Auckland interpretierte er im März 2010 in englischer Sprache Gedichte des rumänischen Nationaldichters Mihai Eminescu in der szenischen Lesung Hyperion.
Rye spielte auch zahlreiche Rollen in Film und Fernsehen. Er übernahm hierbei mehrere durchgehende Serienrollen, wiederkehrende Episodenrollen und auch Gastrollen. Er spielte unter anderem in den amerikanischen  Fernsehserien All American Girl, Nash Bridges, High Incident–Die Cops von El Camino, Conan der Abenteurer, Fame L.A. und CSI: NY. Außerdem wirkte er in den britischen Krimiserien Judge John Deed, The Bill und 2007 in der Episode King's Crystal aus der Fernsehserie Inspector Barnaby mit.
Sein Kinodebüt gab Rye 1999 in dem Independentfilm Born to Lose, in dem er den drogenabhängigen Leadsänger einer südkalifornischen Punkband spielt. In dem Science-Fiction-Film Alien vs. Predator spielte er 2004 als Joe Connors einen Wissenschaftler und ein Mitglied des im Mittelpunkt des Films stehenden Archäologenteams. 2006 hatte er eine kleinere Rolle als Jones in der Comic-Verfilmung V wie Vendetta.
Rye lebt (Stand: Mai 2010) in Neuseeland.

## Filmografie (Auswahl)
- 1995: Crosstown Traffic (Fernsehfilm)
- 1995: All American Girl (Fernsehserie)
- 1996: High Incident–Die Cops von El Camino (High Incident, Fernsehserie)
- 1996: Nash Bridges
- 1996: Conan, der Abenteurer (Conan the Adventurer)
- 1998: Fame L.A. (Fernsehserie)
- 1999: Born to Lose (Kinofilm)
- 2000–2003: The Bill (Fernsehserie)
- 2002: Judge John Deed (Fernsehserie)
- 2004: Alien vs. Predator
- 2006: V wie Vendetta
- 2007: Inspector Barnaby (Midsomer Murders)
- 2007: CSI: NY
- 2008: Casualty (Fernsehserie)
- 2009: Life Is Hot in Cracktown